# Mosquée Khubayb ibn Adiy
La Mosquée Khubayb ibn Adiy  (en arabe : مسجد خبيب بن عدي), est une mosquée située à Bordj Zemoura en algérienne, à une trentaine de kilomètres au nord de Bordj Bou Arreridj.